# Žilvinas Bazaras
Žilvinas Bazaras (* 22. April 1946 in Kaunas, Litauen) ist ein litauischer Ingenieur, Professor und Direktor des Instituts Panevėžys der Technischen Universität Kaunas.

## Leben
Nach dem Abitur an der 2. Mittelschule Panevėžys absolvierte Bazaras 1969 das Diplomstudium an der Fakultät für Elektrotechnik am Kauno politechnikos institutas (KTU) und wurde Elektroingenieur, arbeitete in der Abteilung für  Schulung des Instituts. Februar 1984 promovierte er am KPI zum Thema Suirimo ir deformavimo atsparumo statistinis įvertinimas, esant mažacikliniam apkrovimui und arbeitete ab 1978 an der Fakultät für Maschinenbau. Er war Dozent am Lehrstuhl für Transportingenieurwesen. Er ist Direktor des Panevėžys-Instituts der KTU und Professor.